# Novo Jornal
Novo Jornal é um jornal do Rio Grande do Norte. Fica localizado na Rua Frei Miguelinho, 33, Ribeira. Pertence a Empresa Norte Riograndense de Conteúdo Editorial Ltda. Em 2017, deixou de circular na versão impressa.

## Prêmios
Prêmio Vladimir Herzog
Menção Honrosa do Prêmio Vladimir Herzog por Fotografia
| Ano  | Obra                         | Veículo de mídia                             | Autor               | Resultado |
| ---- | ---------------------------- | -------------------------------------------- | ------------------- | --------- |
| 2010 | "Morta ao sair da delegacia" | Empresa Novo Jornal – Rio Grande do Norte/RN | Ney Douglas Marques | Venceu    |